# Кінець фільму (пісня)

Обкладинка однойменного фанатського альбому

«Кінець фільму» — пісня гурту «Скрябін», записана у 2014 році. Композиція мала стати першим оприлюдненим синглом с нового 21-го альбому гурту. Вийшла у світ за декілька днів до загибелі Андрія Кузьменка на лейблі Moon Records.
У серпні 2015 пісня стала заголовною і увійшла до збірки з однойменною назвою — «Кінець фільму».

## Про композицію
Примітно те, що пісня вийшла рівно за 9 днів до загибелі Андрія. Ніхто навіть не міг подумати, що текст пісні стане пророчім. Тільки після смерті музиканта люди звернули увагу на слова пісні, які вразили усю країну: 
А зараз, вже кінець траси -
Машину у гараж, квасить.
А зараз, вже кінець,
А зараз, вже кінець фільму.
А зараз, вже кінець!

## Музиканти
- Андрій Кузьменко (Кузьма) — вокал, музика, клавішні, текст
- Олексій Зволинський (Зваля) — гітара
- Костянтин Сухоносов — клавішні
- Костянтин Глітін — бас-гітара
- Вадим Колісніченко — ударні